# Grand Prix mondial de volley-ball 2006
Navigation
Grand Prix 2005 Grand Prix 2007
Le Grand Prix mondial de volley-ball 2006 est une compétition de volley-ball féminin comprenant 12 nations qui s'est déroulée du 16 août au 10 septembre 2006. La finale s'est déroulée à la Reggio Calabria (Italie).

## Équipes participantes
| Europe                            | Amérique                                      | Asie                               |
| --------------------------------- | --------------------------------------------- | ---------------------------------- |
| Azerbaïdjan Italie Pologne Russie | Brésil Cuba République dominicaine États-Unis | Chine Japon Corée du Sud Thaïlande |

## Tournois Préliminaires

### Premier week-end
| Poule A                                    | Poule B                                            | Poule C                                                          |
| ------------------------------------------ | -------------------------------------------------- | ---------------------------------------------------------------- |
| Sede: Tokyo Brésil Corée du Sud Cuba Japon | Sede: Hong Kong Azerbaïdjan Chine Russie Thaïlande | Sede: Bydgoszcz Italie Pologne République dominicaine États-Unis |

#### Groupe A (Tokyo, Ariake Coliseum)
| Rang | Équipe                 | Point | J | G | P | PP  | PC  | Ratio | SP | SC | Ratio |
| 1    | Italie                 | 6     | 3 | 3 | 0 | 245 | 202 | 1,213 | 9  | 1  | 9,000 |
| 2    | République dominicaine | 5     | 3 | 2 | 1 | 262 | 271 | 0,967 | 6  | 6  | 1,000 |
| 3    | États-Unis             | 4     | 3 | 1 | 2 | 288 | 294 | 0,980 | 6  | 7  | 0,857 |
| 4    | Pologne                | 3     | 3 | 0 | 3 | 244 | 275 | 0,897 | 2  | 9  | 0,222 |

#### Groupe B (Hong Kong, Hong Kong Coliseum)
| Rang | Équipe       | Point | J | G | P | PP  | PC  | Ratio | SP | SC | Ratio |
| 1    | Brésil       | 6     | 3 | 3 | 0 | 250 | 190 | 1,316 | 9  | 1  | 9,000 |
| 2    | Japon        | 5     | 3 | 2 | 1 | 212 | 194 | 1,093 | 6  | 3  | 2,000 |
| 3    | Cuba         | 4     | 3 | 1 | 2 | 224 | 245 | 0,914 | 4  | 6  | 0,667 |
| 4    | Corée du Sud | 3     | 3 | 0 | 3 | 168 | 225 | 0,747 | 0  | 9  | 0,000 |

#### Groupe C (Bydgoszcz, Luczniczka)
| Rang | Équipe      | Point | J | G | P | PP  | PC  | Ratio | SP | SC | Ratio |
| 1    | Chine       | 6     | 3 | 3 | 0 | 258 | 227 | 1,137 | 9  | 2  | 4,500 |
| 2    | Russie      | 5     | 3 | 2 | 1 | 270 | 259 | 1,042 | 6  | 6  | 1,000 |
| 3    | Azerbaïdjan | 4     | 3 | 1 | 2 | 320 | 321 | 0,997 | 7  | 5  | 0,875 |
| 4    | Thaïlande   | 3     | 3 | 0 | 3 | 243 | 284 | 0,856 | 3  | 9  | 0,333 |

### Second week-end
| Poule D                                                     | Poule E                                        | 'Poule F                                        |
| ----------------------------------------------------------- | ---------------------------------------------- | ----------------------------------------------- |
| Site : Macao Brésil Chine République dominicaine États-Unis | Site : Séoul Corée du Sud Japon Pologne Russie | Site : Taipei Azerbaïdjan Cuba Italie Thaïlande |

#### Groupe D (Macao, Macau Forum)
| Rang | Équipe                 | Point | J | G | P | PP  | PC  | Ratio | SP | SC | Ratio |
| 1    | Brésil                 | 6     | 3 | 3 | 0 | 284 | 242 | 1,174 | 9  | 3  | 3,000 |
| 2    | Chine                  | 5     | 3 | 2 | 1 | 264 | 274 | 0,964 | 6  | 6  | 1,000 |
| 3    | États-Unis             | 4     | 3 | 1 | 2 | 303 | 300 | 1,010 | 6  | 7  | 0,857 |
| 4    | République dominicaine | 3     | 3 | 0 | 3 | 265 | 300 | 0,883 | 4  | 9  | 0,444 |

#### Groupe E (Séoul, Jansil Indoor Gym)
| Rang | Équipe       | Point | J | G | P | PP  | PC  | Ratio | SP | SC | Ratio |
| 1    | Russie       | 6     | 3 | 3 | 0 | 287 | 233 | 1,232 | 9  | 3  | 3,000 |
| 2    | Japon        | 5     | 3 | 2 | 1 | 212 | 191 | 1,110 | 6  | 3  | 2,000 |
| 3    | Corée du Sud | 4     | 3 | 1 | 2 | 241 | 261 | 0,923 | 4  | 8  | 0,500 |
| 4    | Pologne      | 3     | 3 | 0 | 3 | 245 | 300 | 0,817 | 4  | 9  | 0,444 |

#### Groupe F (Taipei, Taipei Municipal Gym)
| Rang | Équipe      | Point | J | G | P | PP  | PC  | Ratio | SP | SC | Ratio |
| 1    | Cuba        | 6     | 3 | 3 | 0 | 279 | 256 | 1,090 | 9  | 3  | 3,000 |
| 2    | Italie      | 5     | 3 | 2 | 1 | 296 | 282 | 1,050 | 7  | 6  | 1,167 |
| 3    | Thaïlande   | 4     | 3 | 1 | 2 | 249 | 277 | 0,899 | 4  | 8  | 0,500 |
| 4    | Azerbaïdjan | 3     | 3 | 0 | 3 | 310 | 319 | 0,972 | 6  | 9  | 0,667 |

### Troisième week-end
| Poule G                                      | Poule H                                                 | Poule I                                                   |
| -------------------------------------------- | ------------------------------------------------------- | --------------------------------------------------------- |
| Site : Ningbo Azerbaïdjan Chine Cuba Pologne | Site : Bangkok Corée du Sud Russie États-Unis Thaïlande | Site : Okayama Brésil Japon Italie République dominicaine |

#### Groupe G (Ningbo, Ningbo Beilun Gym)
| Rang | Équipe      | Point | J | G | P | PP  | PC  | Ratio | SP | SC | Ratio |
| 1    | Chine       | 6     | 3 | 3 | 0 | 245 | 199 | 1,231 | 9  | 1  | 9,000 |
| 2    | Cuba        | 5     | 3 | 2 | 1 | 247 | 232 | 1,065 | 6  | 5  | 1,200 |
| 3    | Pologne     | 4     | 3 | 1 | 2 | 249 | 288 | 0,865 | 5  | 8  | 0,625 |
| 4    | Azerbaïdjan | 3     | 3 | 0 | 3 | 257 | 279 | 0,921 | 3  | 9  | 0,333 |

#### Groupe H (Bangkok, Nimiboot)
| Rang | Équipe       | Point | J | G | P | PP  | PC  | Ratio | SP | SC | Ratio |
| 1    | Russie       | 6     | 3 | 3 | 0 | 279 | 244 | 1,143 | 9  | 3  | 3,000 |
| 2    | États-Unis   | 5     | 3 | 2 | 1 | 253 | 246 | 1,028 | 7  | 4  | 1,750 |
| 3    | Corée du Sud | 4     | 3 | 1 | 2 | 262 | 265 | 0,989 | 6  | 6  | 1,000 |
| 4    | Thaïlande    | 3     | 3 | 0 | 3 | 198 | 237 | 0,835 | 0  | 9  | 0,000 |

#### Groupe I (Okayama, Momotaro Arena)
| Rang | Équipe                 | Point | J | G | P | PP  | PC  | Ratio | SP | SC | Ratio |
| 1    | Brésil                 | 6     | 3 | 3 | 0 | 231 | 200 | 1,155 | 9  | 0  | MAX   |
| 2    | Italie                 | 5     | 3 | 2 | 1 | 222 | 188 | 1,181 | 6  | 3  | 2,000 |
| 3    | Japon                  | 4     | 3 | 1 | 2 | 219 | 246 | 0,890 | 3  | 8  | 0,375 |
| 4    | République dominicaine | 3     | 3 | 0 | 3 | 212 | 250 | 0,848 | 2  | 9  | 0,222 |

## Classement tour préliminaire
| No | Équipe                 | Points | Matches | Matches | Sets | Sets   | Sets  | Points | Points | Points |
| No | Équipe                 | Points | gagnés  | perdus  | pour | contre | Ratio | pour   | contre | Ratio  |
| -- | ---------------------- | ------ | ------- | ------- | ---- | ------ | ----- | ------ | ------ | ------ |
| 1. | Brésil                 | 18     | 9       | 0       | 27   | 4      | 6.750 | 765    | 632    | 1.210  |
| 2  | Russie                 | 17     | 8       | 1       | 24   | 12     | 2.000 | 836    | 736    | 1.136  |
| 3  | Chine                  | 17     | 8       | 1       | 24   | 9      | 2.667 | 767    | 700    | 1.096  |
| 4  | Italie                 | 16     | 7       | 2       | 22   | 10     | 2.200 | 763    | 672    | 1.135  |
| 5  | Cuba                   | 15     | 6       | 3       | 19   | 14     | 1.357 | 750    | 733    | 1.023  |
| 6  | Japon                  | 14     | 5       | 4       | 15   | 14     | 1.071 | 643    | 631    | 1.019  |
| 7  | États-Unis             | 13     | 4       | 5       | 19   | 18     | 1.056 | 844    | 840    | 1.005  |
| 8  | République dominicaine | 11     | 2       | 7       | 12   | 24     | 0.500 | 739    | 821    | 0.900  |
| 9  | Corée du Sud           | 11     | 2       | 7       | 10   | 23     | 0.435 | 671    | 751    | 0.893  |
| 10 | Azerbaïdjan            | 10     | 1       | 8       | 16   | 26     | 0.615 | 887    | 919    | 0.965  |
| 11 | Thaïlande              | 10     | 1       | 8       | 7    | 26     | 0.269 | 690    | 798    | 0.865  |
| 12 | Pologne                | 10     | 1       | 8       | 11   | 26     | 0.423 | 738    | 860    | 0.858  |

## Phase finale

### Poule A
| No | Équipe | Points | Matches | Matches | Points | Points | Points | Sets | Sets   | Sets  |
| No | Équipe | Points | gagnés  | perdus  | pour   | contre | Ratio  | pour | contre | Ratio |
| -- | ------ | ------ | ------- | ------- | ------ | ------ | ------ | ---- | ------ | ----- |
| 1  | Italie | 3      | 1       | 1       | 4      | 3      | 1.333  | 170  | 143    | 1.189 |
| 2  | Cuba   | 3      | 1       | 1       | 4      | 4      | 1.000  | 178  | 191    | 0.932 |
| 3  | Chine  | 3      | 1       | 1       | 3      | 4      | 0.750  | 144  | 158    | 0.911 |

### Poule B
| No | Équipe | Points | Matches | Matches | Points | Points | Points | Sets | Sets   | Sets  |
| No | Équipe | Points | gagnés  | perdus  | pour   | contre | Ratio  | pour | contre | Ratio |
| -- | ------ | ------ | ------- | ------- | ------ | ------ | ------ | ---- | ------ | ----- |
| 1  | Brésil | 4      | 2       | 0       | 6      | 1      | 6.000  | 173  | 136    | 1.272 |
| 2  | Russie | 3      | 1       | 1       | 3      | 3      | 1.000  | 135  | 139    | 0.971 |
| 3  | Japon  | 2      | 0       | 2       | 1      | 6      | 0.167  | 144  | 177    | 0.814 |

### Finale

#### 1erà4eplace
|  | Demi-finales                                      | Demi-finales                         |                        |   | Finale                                      | Finale                                      |
|  | Demi-finales                                      | Demi-finales                         |                        |   | Finale                                      | Finale                                      |
|  |                                                   |                                      |                        |   |                                             |                                             |
|  | 9 septembre 2006 (20-25 15-25 18-25)              | 9 septembre 2006 (20-25 15-25 18-25) |                        |   | 10 septembre 2006 (20-25 20-25 25-23 17-25) | 10 septembre 2006 (20-25 20-25 25-23 17-25) |
|  | 9 septembre 2006 (20-25 15-25 18-25)              | 9 septembre 2006 (20-25 15-25 18-25) |                        |   | 10 septembre 2006 (20-25 20-25 25-23 17-25) | 10 septembre 2006 (20-25 20-25 25-23 17-25) |
|  | Cuba                                              | 0                                    |                        |   | 10 septembre 2006 (20-25 20-25 25-23 17-25) | 10 septembre 2006 (20-25 20-25 25-23 17-25) |
|  | Cuba                                              | 0                                    |                        |   | 10 septembre 2006 (20-25 20-25 25-23 17-25) | 10 septembre 2006 (20-25 20-25 25-23 17-25) |
|  | Brésil                                            | 3                                    |                        |   | 10 septembre 2006 (20-25 20-25 25-23 17-25) | 10 septembre 2006 (20-25 20-25 25-23 17-25) |
|  | Brésil                                            | 3                                    | Russie                 | 1 |                                             |                                             |
|  | 9 septembre 2006 (25-21 25-23 23-25 15-25 10-15)  |                                      | Russie                 | 1 |                                             |                                             |
|  |                                                   | Brésil                               | 3                      |   |                                             |                                             |
|  | Italie                                            | Brésil                               | 3                      | 2 |                                             |                                             |
|  | Italie                                            |                                      |                        | 2 |                                             |                                             |
|  | Russie                                            | 3                                    |                        |   |                                             |                                             |
|  | Russie                                            | 3                                    | Match pour la 3e place |   |                                             |                                             |
|  |                                                   |                                      |                        |   |                                             |                                             |
|  | 10 septembre 2006 (25-17 25-15 23-25 23-25 15-11) |                                      |                        |   |                                             |                                             |
|  |                                                   |                                      |                        |   |                                             |                                             |
|  | Italie                                            | 3                                    |                        |   |                                             |                                             |
|  | Italie                                            | 3                                    |                        |   |                                             |                                             |
|  | Cuba                                              | 2                                    |                        |   |                                             |                                             |
|  | Cuba                                              | 2                                    |                        |   |                                             |                                             |

## Distinctions individuelles
- MVP : Sheilla Castro
- Meilleure Marqueuse : Ekaterina Gamova
- Meilleure Attaquante : Fabiana Claudino
- Meilleure Contreuse : Sara Anzanello
- Meilleure Serveuse : Nancy Carrillo de la Paz
- Meilleure Passeuse : Eleonora Lo Bianco
- Meilleure Défenseur : Monica De Gennaro
- Meilleure Libéro : Arlene Xavier

## Tableau final
| Place              | Équipe                 |
| ------------------ | ---------------------- |
| Médaille d'or      | Brésil                 |
| Médaille d'argent  | Russie                 |
| Médaille de bronze | Italie                 |
| 4                  | Cuba                   |
| 5                  | Chine                  |
| 6                  | Japon                  |
| 7                  | États-Unis             |
| 8                  | République dominicaine |
| 9                  | Corée du Sud           |
| 10                 | Azerbaïdjan            |
| 11                 | Thaïlande              |
| 12                 | Pologne                |